# Angélica Vale
Angélica María Vale Hartman, nota come Angélica Vale (Città del Messico, 11 novembre 1975), è un'attrice e cantante messicana.

## Biografia
Figlia dell'attrice e cantante Angélica María e del comico venezuelano Raul Vale, ha debuttato come cantante nel 1989, mentre come attrice ha già recitato da piccolissima, praticamente appena nata in El milagro de vivir (1975). Ha raggiunto il successo nel 2006, quando è diventata protagonista de La Fea Más Bella, telenovela messicana adattamento di Betty la fea.
Ha vinto due Premios TVyNovelas (2003 e 2007). 
Dopo dieci anni di assenza dalla televisione ritornerà facendo il ruolo da protagonista nella nuova telenovela di Telemundo "La fan" compartendo crediti con Juan Pablo Espinosa, Scarlet Ortiz (nominando alcuni).

## Discografia
- 1989: Angélica Vale
- 1990: Nuestro Show No Puede Parar
- 1992: Atrapada En Los 60's
- 2002: Amigas y Rivales (colonna sonora)
- 2006: La Fea Más Bella (colonna sonora)
- 2008: Navidad con Amigos

## Filmografia parziale
- Lazos de amor (1995-1996)
- Soñadoras (1998-1999)
- Amigas y rivales (2001)
- Las Vías del Amor (2002-2003)
- El Privilegio de Mandar (2005-2006)
- La Fea Más Bella (2006-2007)
- Mujeres asesinas (2009)